# Велієва Ханум Ельшад-кизи
Ханум Ельшад-кизи Велієва (рос. Ханум Эльшад-Кызы Велиева; нар. 10 квітня 1999, Красноярськ) — російська борчиня вільного стилю азербайджанського походження, чемпіонка Європи, бронзова призерка Кубку світу, бронзова призерка Всесвітніх ігор військовослужбовців. Майстер спорту з вільної боротьби.  Член ЦСКА. 
Відібраний як "нейтральний" спортсмен для участі в Олімпіаді 2024 року в Парижі, однак має членство в ЦСКА, що заборонено правилами. 

## Життєпис
Боротьбою почала займатися з 2005 року. Із самого початку тренується під керівництвом Лідії Карамчакової та Віктора Райкова. Виступає за «Академію боротьби імені Д. Г. Міндіашвілі» Красноярськ. Чемпіонка Росії 2017 року. Багаторазова чемпіонка та призерка чемпіонатів світу та Європи серед кадетів та серед юніорів. Бронзова призерка чемпіонату світу серед молоді.

## Спортивні результати на міжнародних змаганнях

### Виступи на Олімпіадах
| Змагання                    | Збірна                     | Вагова категорія          | Місце |
| --------------------------- | -------------------------- | ------------------------- | ----- |
| Літні Олімпійські ігри 2020 | Олімпійський комітет Росії | жіноча боротьба, до 68 кг | 8     |

### Виступи на Чемпіонатах світу
| Змагання                        | Збірна | Вагова категорія          | Місце  |
| ------------------------------- | ------ | ------------------------- | ------ |
| Чемпіонат світу з боротьби 2019 | Росія  | жіноча боротьба, до 68 кг | 23     |
| Чемпіонат світу з боротьби 2021 | Росія  | жіноча боротьба, до 68 кг | Бронза |

### Виступи на Чемпіонатах Європи
| Змагання                         | Збірна | Вагова категорія          | Місце  |
| -------------------------------- | ------ | ------------------------- | ------ |
| Чемпіонат Європи з боротьби 2020 | Росія  | жіноча боротьба, до 68 кг | Золото |
| Чемпіонат Європи з боротьби 2021 | Росія  | жіноча боротьба, до 68 кг | Срібло |

### Виступи на Кубках світу
| Змагання                    | Збірна | Вагова категорія          | Місце  |
| --------------------------- | ------ | ------------------------- | ------ |
| Кубок світу з боротьби 2017 | Росія  | команда                   | 5      |
| Кубок світу з боротьби 2020 | Росія  | жіноча боротьба, до 68 кг | Бронза |

### Виступи на Всесвітніх іграх військовослужбовців
| Змагання                                | Збірна | Вагова категорія          | Місце  |
| --------------------------------------- | ------ | ------------------------- | ------ |
| Всесвітні ігри військовослужбовців 2019 | Росія  | жіноча боротьба, до 68 кг | Бронза |

### Виступи на інших змаганнях
| Змагання                                                       | Збірна | Вагова категорія          | Місце  |
| -------------------------------------------------------------- | ------ | ------------------------- | ------ |
| Гран-прі «Іван Яригін» 2015                                    | Росія  | жіноча боротьба, до 69 кг | 15     |
| Гран-прі «Іван Яригін» 2017                                    | Росія  | жіноча боротьба, до 69 кг | 5      |
| Чемпіонат Росії з боротьби 2017                                | Росія  | жіноча боротьба, до 69 кг | Золото |
| Кубок Алроси 2017                                              | Росія  | команда                   | Золото |
| Турнір Дана Колова — Николи Петрова 2018                       | Росія  | жіноча боротьба, до 69 кг | 12     |
| Кубок Канади з боротьби 2018                                   | Росія  | жіноча боротьба, до 68 кг | Срібло |
| Чемпіонат Росії з боротьби 2018                                | Росія  | жіноча боротьба, до 68 кг | Бронза |
| Гран-прі «Іван Яригін» 2019                                    | Росія  | жіноча боротьба, до 68 кг | Бронза |
| Klippan Lady Open 2019                                         | Росія  | жіноча боротьба, до 68 кг | Срібло |
| Чемпіонат Росії з боротьби 2019                                | Росія  | жіноча боротьба, до 68 кг | Золото |
| Гран-прі «Іван Яригін» 2020                                    | Росія  | жіноча боротьба, до 68 кг | Золото |
| Чемпіонат Росії з боротьби 2020                                | Росія  | жіноча боротьба, до 68 кг | Золото |
| Відкритий чемпіонат Польщі з боротьби 2020                     | Росія  | жіноча боротьба, до 68 кг | Бронза |
| Олімпійський кваліфікаційний турнір з боротьби 2021 (Будапешт) | Швеція | жіноча боротьба, до 57 кг | Срібло |
| Відкритий чемпіонат Польщі з боротьби 2021                     | Росія  | жіноча боротьба, до 68 кг | 5      |

### Виступи на змаганнях молодших вікових груп
| Змагання                                       | Збірна | Вагова категорія          | Місце  |
| ---------------------------------------------- | ------ | ------------------------- | ------ |
| Чемпіонат Європи з боротьби серед кадетів 2014 | Росія  | жіноча боротьба, до 65 кг | Золото |
| Чемпіонат світу з боротьби серед кадетів 2014  | Росія  | жіноча боротьба, до 65 кг | Золото |
| Чемпіонат світу з боротьби серед кадетів 2016  | Росія  | жіноча боротьба, до 65 кг | Золото |
| Чемпіонат Європи з боротьби серед юніорів 2016 | Росія  | жіноча боротьба, до 67 кг | Бронза |
| Чемпіонат Європи з боротьби серед юніорів 2017 | Росія  | жіноча боротьба, до 67 кг | Золото |
| Чемпіонат світу з боротьби серед юніорів 2017  | Росія  | жіноча боротьба, до 67 кг | Золото |
| Чемпіонат Європи з боротьби серед юніорів 2018 | Росія  | жіноча боротьба, до 68 кг | Золото |
| Чемпіонат світу з боротьби серед юніорів 2018  | Росія  | жіноча боротьба, до 68 кг | Золото |
| Чемпіонат світу з боротьби серед юніорів 2019  | Росія  | жіноча боротьба, до 68 кг | Бронза |
| Чемпіонат Європи з боротьби серед молоді 2017  | Росія  | жіноча боротьба, до 69 кг | Бронза |
| Чемпіонат світу з боротьби серед молоді 2017   | Росія  | жіноча боротьба, до 69 кг | 5      |
| Чемпіонат Європи з боротьби серед молоді 2018  | Росія  | жіноча боротьба, до 68 кг | Срібло |
| Чемпіонат світу з боротьби серед молоді 2018   | Росія  | жіноча боротьба, до 68 кг | Бронза |
| Чемпіонат Європи з боротьби серед молоді 2019  | Росія  | жіноча боротьба, до 68 кг | Срібло |